# Arne Erlandsen
Arne Erlandsen (* 20. Dezember 1959 in Kløfta, Norwegen) ist ein ehemaliger norwegischer Fußballspieler und heutiger -trainer.

## Spielerkarriere
Arne Erlandsen begann seine Karriere 1979 beim norwegischen Erstligisten Lillestrøm SK. Von 1981 bis 1982 spielte der Norweger bei Djurgårdens IF im Nachbarland Schweden. Das Team war in der Vorsaison als Tabellenletzter in die zweite Liga abgestiegen. In beiden Jahren erreichte Erlandsen mit seinem Tam die Qualifikationsspiele für den Aufstieg und scheiterte dann dort. Zur Saison 1983 kehrte er zu seinem ehemaligen Verein Lillestrøm zurück. Hinter Vålerenga Oslo wurde der Mittelfeldspieler mit seiner Mannschaft noch Vizemeister und qualifizierte sich somit auch für den UEFA-Pokal 1984/85. In der Folgesaison scheiterte Lillestrøm international bereits in der ersten Runde am 1. FC Lokomotive Leipzig und konnte auch in der Meisterschaft die guten Leistungen des Vorjahres nicht wiederholen. Am Ende reichte es für den 5. Tabellenplatz. 1985 wurde Erlandsen mit seiner Mannschaft hinter Rosenborg Trondheim Vizemeister und gewann den nationalen Pokal. Damit sicherte sich Lillestrøm die Qualifikation zum Europapokal der Pokalsieger 1986/87. Während der Verein auch hier wieder in der ersten Runde an Benfica Lissabon scheiterte, sollte Lillestrøm in der Liga 1986 endlich seinen ersten Titel einfahren und Meister werden. Im Jahr darauf schaffte es Erlandsen mit seinem Verein bis in die zweite Runde des Europapokal der Landesmeister 1987/88, wo man sodann am französischen Vertreter Girondins Bordeaux scheiterte. In der norwegischen Liga kam es zu einem erneuten Leistungseinbruch und Lillestrøm konnte den Abstieg nur knapp verhindern. Umso verwunderlicher, dass die Mannschaft 1988 wieder um den Meistertitel mitspielte und hinter Rosenborg Vizemeister wurde. Damals mit im Team war unter anderem auch der spätere Eintracht Frankfurt Spieler Jan Åge Fjørtoft.
Während Erlandsens Mannschaft im UEFA-Pokal 1989/90 abermals in der ersten Runde an Werder Bremen scheiterte erreichte der Verein auf nationalem Boden einen weiteren Meistertitel. Nach diesem Erfolg wechselte der Mittelfeldspieler zum Aufsteiger Strømsgodset IF. Nachdem man 1990 noch den Klassenerhalt erreichen konnte, stieg seine Mannschaft ein Jahr später als Tabellenletzter wieder ab. Einzig positiv an dieser Saison war der überraschende Pokalgewinn. 1992 spielte Arne Erlandsen nochmals eine Saison für Lillestrøm SK, ehe er seine Karriere als aktiver Fußballspieler endgültig beendete.

## Nationalmannschaft
Von 1978 bis 1987 absolvierte Arne Erlandsen auch 22 Spiele für die Norwegische Fußballnationalmannschaft. Trotz weiterer bekannter Spieler wie Tom Lund, Hallvar Thoresen oder Åge Hareide schaffte es die nationale Auswahl in dieser Zeit nicht sich für ein großes Turnier zu qualifizieren.

## Trainerkarriere
Im Jahr 1998 übernahm Arne Erlandsen die Trainergeschicke bei seinem letzten Verein Lillestrøm SK. Unter seiner Regentschaft spielte der Verein bis auf die Vizemeisterschaft 2001 zumeist im Mittelfeld der Liga und auch die internationalen Spiele verliefen weniger erfolgreich. So scheiterte Lillestrøm im UEFA-Pokal 2000/01 in der zweiten Runde an Deportivo Alavés aus Spanien. Auch in der UEFA Champions League 2002/03 kam der Klub nicht über die 2. Qualifikationsrunde hinaus und musste sich dem FK Željezničar Sarajevo geschlagen geben. Im Jahr 2005 übernahm der Norweger das Traineramt bei den Schweden von IFK Göteborg. Nach der Vizemeisterschaft 2005 trat er dort nach einer durchwachsenen zweiten Saison und internen Differenzen mit dem neuen Sportdirektor Håkan Mild zurück. Aus dem UEFA-Pokal 2006/07 war das Team nach zwei Niederlagen gegen Derry City ebenfalls vorzeitig ausgeschieden. 2007 übernahm Erlandsen den Trainerposten bei Ham-Kam, die zuvor aus der ersten in die zweite Liga abgestiegen waren. Mit seiner neuen Mannschaft feierte er den direkten Wiederaufstieg. Doch die Freude hielt nur ein Jahr an, denn Ham-Kam stieg erneut in die zweite Liga ab. Aufgrund sehr schlechter Leistungen rutschte das Team 2009 nun auch in der zweiten Liga in den Tabellenkeller und Erlandsen wurde als Trainer entlassen.
Im Sommer 2010 übernahm Erlandsen den im Abstiegskampf befindlichen Drittligisten Ullensaker/Kisa IL. Nach dem erfolgreichen Klassenerhalt führte er die Mannschaft am Ende der folgenden Spielzeit in die zweitklassige Adeccoligaen. Es gelang sogar fast der Durchmarsch in die erstklassige Tippeligaen. Nach einem sechsten Tabellenplatz und dem Gewinn der Aufstiegsrunde scheiterte man erst in den entscheidenden Playoff-Spielen gegen Sandnes Ulf, dem 14. der ersten Liga.
Erlandsen unterzeichnete im Juli 2013 einen kurzfristigen Vertrag mit Moss, um der Mannschaft zu helfen, den Abstieg aus der 2. Divisjon zu vermeiden. Im Mai 2015 unterzeichnete einen Saisonvertrag mit dem Fredrikstad FK und half der Mannschaft, den Abstieg aus der zweiten Liga zu vermeiden.
Im September 2016 wurde bekannt gegeben, dass Erlandsen zu seinem ehemaligen Verein Lillestrøm SK zurückkehren sollte, da dieser gegen den Abstieg kämpfte. Nach drei Siegen, zwei Unentschieden und einer Niederlage gelang es dem 57-Jährigen aus Kløfta, im letzten Spiel der Saison seinen Platz zu retten, bei einem 1:0-Sieg gegen Molde FK. Nachdem sich Lillestrøm vor dem Abstieg gerettet hatte, konnte der Verein in seiner 42. Saison in Folge in der obersten norwegischen Liga endlich sein 100-jähriges Jubiläum feiern. Lillestrøm gewann den norwegischen Fußballpokal 2017, nachdem er Sarpsborg 08 im Finale mit 3:2 besiegt hatte. Am 26. Juni 2018 wurde Erlandsen nach der 14. Runde der Saison 2018 entlassen.
Im Oktober 2019 wurde Erlandsen zum Trainer des finnischen Meisters Kuopion PS ernannt. Vor der Saison 2023 wurde er als neuer Cheftrainer des Drittligisten Kvik Halden FK eingestellt. Zwei Drittel der Saison waren vergangen, als Erlandsen aus seinem Vertrag herausgekauft wurde, um neuer Cheftrainer von Skeid Oslo zu werden.

## Erfolge
- als Spieler:
  - Norwegischer Pokalsieger: 1985 und 1991
  - Norwegischer Meister: 1986 und 1989
- als Trainer:
  - Kniksenprisen: 2001